# 甘勳
甘勲（1493年—？年），字希周，江西南昌府豐城縣邑郛人，民籍。

## 生平
治《易經》，嘉靖元年（1522年）江西鄉試第一百九名舉人，年三十一歲中式嘉靖二年（1523年）癸未科會試第三百四十名，第三甲第一百三十二名進士。官桃源县知县。

## 家族
曾祖甘南榮。祖父甘灏，省祭官。父甘傑，省祭官。母杨氏；继母冯氏。具庆下。弟甘點。